# Polounciála

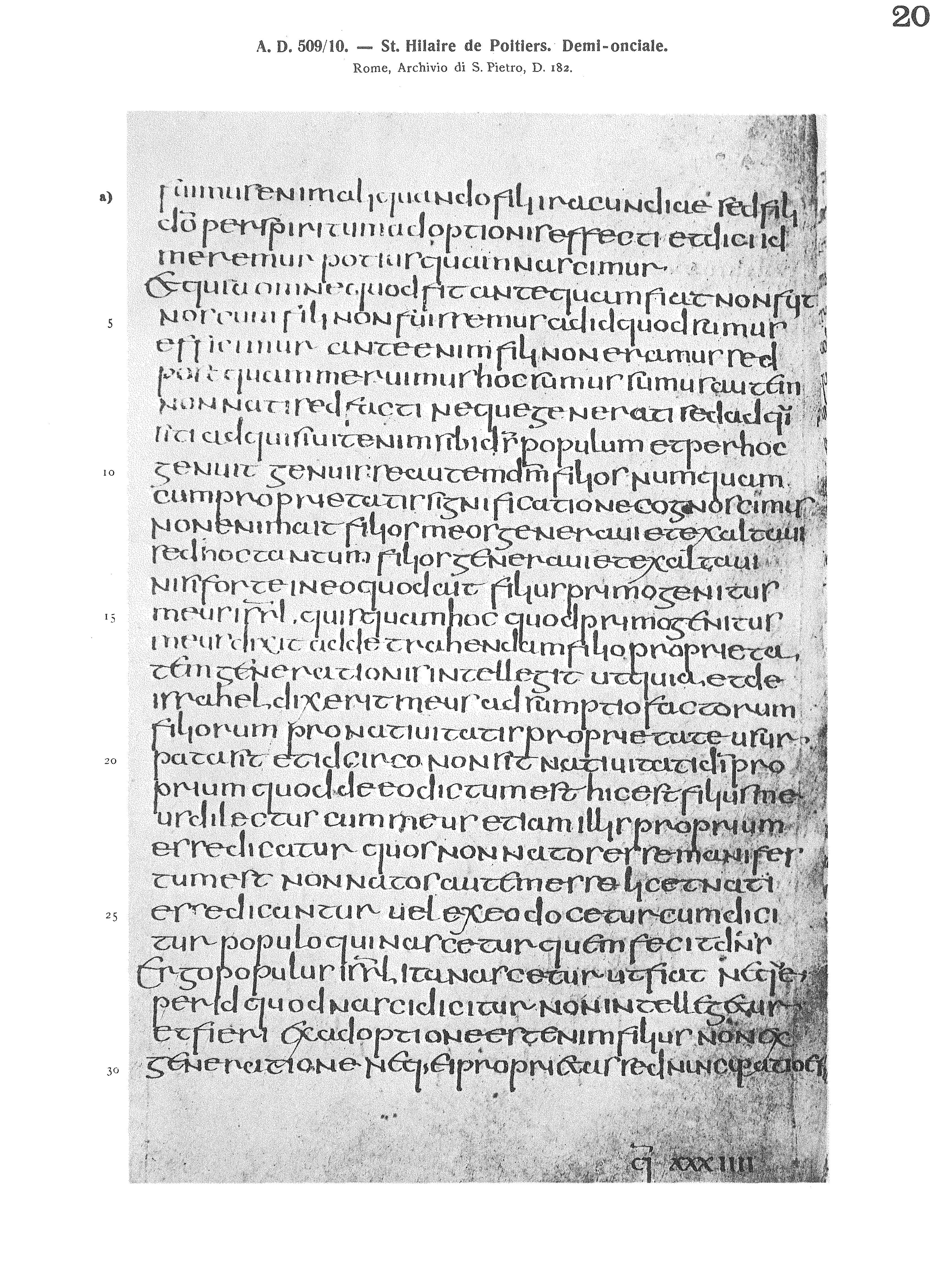
Stránka z Hilariova kodexu psaná polounciálou

Polounciála je pozdně antické a raně středověké písmo vzniklé z unciály a mladší římské kurzívy. Užívala se od 4. do 9. století.
Jak už ze samotného názvu vyplývá, jde o písmo tvarově v mnohém podobné unciále. Na rozdíl od ní se však jedná o minuskulní písmo, které již bylo vyhotovováno ve čtyřlinkovém psacím systému. Z počátku v ní lze spatřit ještě některé majuskulní prvky, mezi které patří litera „N“ a „E“. „N“ bylo v 6. století našeho letopočtu vytlačeno svou minuskulní formou. Střední příčka „E“ se postupem času stále více posouvala směrem nahoru, až došlo ke spojení s horním břevnem a tím k vytvoření minuskulního „e“. Charakteristické je pro polounciálu také trojková forma litery „g“, dále pak z kurzívy vzešlé „s“ a „r“, jehož břevno se zde zvlnilo a tím tak odlišilo od „s“. Také otevřené „a“ je typickým prvkem, se kterým se lze do té doby setkat v písmech kurzívních. Na starém kontinentu nikdy nepřekonalo svou předchůdkyni, tedy unciálu, která se stále těšila velké oblibě v rukopisech. Polounciály se využívalo spíše pro literární a diplomatické texty, které nepreferovaly zdobnost, ale spíše rychlost, s jakou byly psány. V 7. století se lze setkat s přeumělkovanou, dekadentní formou v klášteře sv. Martina v Tours. Charakteristickými rysy byly typická uzavřená „a“, „m“, jejichž poslední nožičky končily ohnutím vlevo, „r“ a „s“, u kterých docházelo k protažení ramene na koncích řádků. Největšího věhlasu dosáhla na britských ostrovech, kam jej přinesli misionáři v 5. století (sv. Patrik) a ovlivnila tak vývoj ostrovního písma na několik následujících století.
Nejstarší památkou polounciály je tzv. Epitome Tita Livia, papyrusový svitek z první poloviny 3. století. Podle Bernarda Bischoffa se jedná o chybějící vývojový mezičlánek. Další významnou památkou je rukopis Hilaria z Poitiers De Trinitate (509–510), který je dnes uložený v Římě.